# Ketiska
Ketiska är det sista överlevande språket av de jenisejiska språken. Det talas av keterna i centrala Sibirien i Ryssland. Ketiska är ett paleosibiriskt språk. Ketiska delas i tre huvuddialekter och språket anses vara hotat. De yngsta talarna är över 45 år gamla.
År 2010 uppskattades språket ha 150 talare.
Språket skrivs med kyrilliska alfabetet.

## Fonologi

### Konsonanter
|           | Bilabial | Alveolar | Palatal | Velar  | Uvular | Glottal |
| --------- | -------- | -------- | ------- | ------ | ------ | ------- |
| Nasal     | m        | n        |         | ŋ      |        |         |
| Klusil    | p \| b   | t \| d   |         | k \| g | q \| ɢ | ʔ       |
| Frikativ  | β        | s \| z   | ç \| ʝ  | x \| ɣ | χ \| ʁ |         |
| Tremulant |          | r        |         |        |        |         |
| Lateral   |          | l ~ ɮ    |         |        |        |         |

Källa:

### Vokaler
|            | Främre | Central | Bakre |
| ---------- | ------ | ------- | ----- |
| Sluten     | i      | ɨ       | u     |
| Halvsluten | e      | ə       | o     |
| Halvöppen  | ɛ      | ə       | ɔ     |
| Öppen      |        | a       |       |

Källa: